# Claude Gagnière
Claude Gagnière (Alès, 20 de gener de 1928 - París, 12 de setembre de 2003) va ser un escriptor francès.
Ha rebut a títol pòstum el premi dels Bouquinistes per al conjunt de la seva obra en 2004.
- Tot sobretot - Petit diccionari de l'insòlit i del somriure, 1986
- A la felicitat de les paraules, 1989
- De paraules i meravelles, 1994
- Entre guillemets: petit diccionari de cites, 1996
- Versiculets & texticules: epigrames, madrigals, cinc segles de poesies fugitives, 1999
- La fable express: de Alphonse Anava a Boris Vian, 2002